# Green Anarchy
Green Anarchy (dt. Grüne Anarchie) war eine in den USA herausgegebene Zeitschrift der Öko-Anarchistischen Bewegung. Das Magazin erschien von 2001 bis 2008 halbjährlich und wurde von einem Kollektiv aus Eugene, Oregon herausgegeben. Green Anarchy bezeichnete sich als „anti-zivilisationistische Zeitschrift für Theorie und Praxis“.
Eine Basisgruppe von Anarchisten startete das Projekt mit mäßigem Erfolg. Erst die Ausgabe 8 im Frühjahr 2002, erlangte größere Bekanntheit in der radikalen internationalen Umweltszene. Zu dieser Zeit wurde eine breitere Öffentlichkeit in den USA mit Berichten in Fox News, Eugene Weekly über die Existenz des Magazins informiert. 
Die Autoren des Magazins sind in verschiedene andere Projekte eingebunden, wie der Produktion von Radio-Sendungen, Video-Produktionen, internationalen Vortragsreisen und anderen Aktivitäten. Einer der bekannteren Autoren des Magazins ist John Zerzan. Er veröffentlichte die Bücher „Elements of Refusal“ (C.A.L. Press), „Future Primitive“ (Autonomedia), „Against Civilization“ (Uncivilized Books) und „Running On Emptiness“ (Feral House). Teilweise wurden seine Bücher in andere Sprachen übersetzt.
Green Anarchy änderte im Winter 2004 mit der Ausgabe 15 sein Format von Tabloid in ein Magazinformat. Derzeit hatte das Magazin 72–100 Seiten mit einer Auflage von 8000 bis 9000 gedruckten Exemplaren. Daneben betrieb das Magazin einen Shop mit Publikationen und anderen Artikeln aus dem Umfeld der Öko-Anarchistischen Bewegung.
Selbst bezeichnete sich Green Anarchy als eines der wichtigsten Medien von „green anarchist and anarcho-primitivist ideas and critiques“.